# 三島市

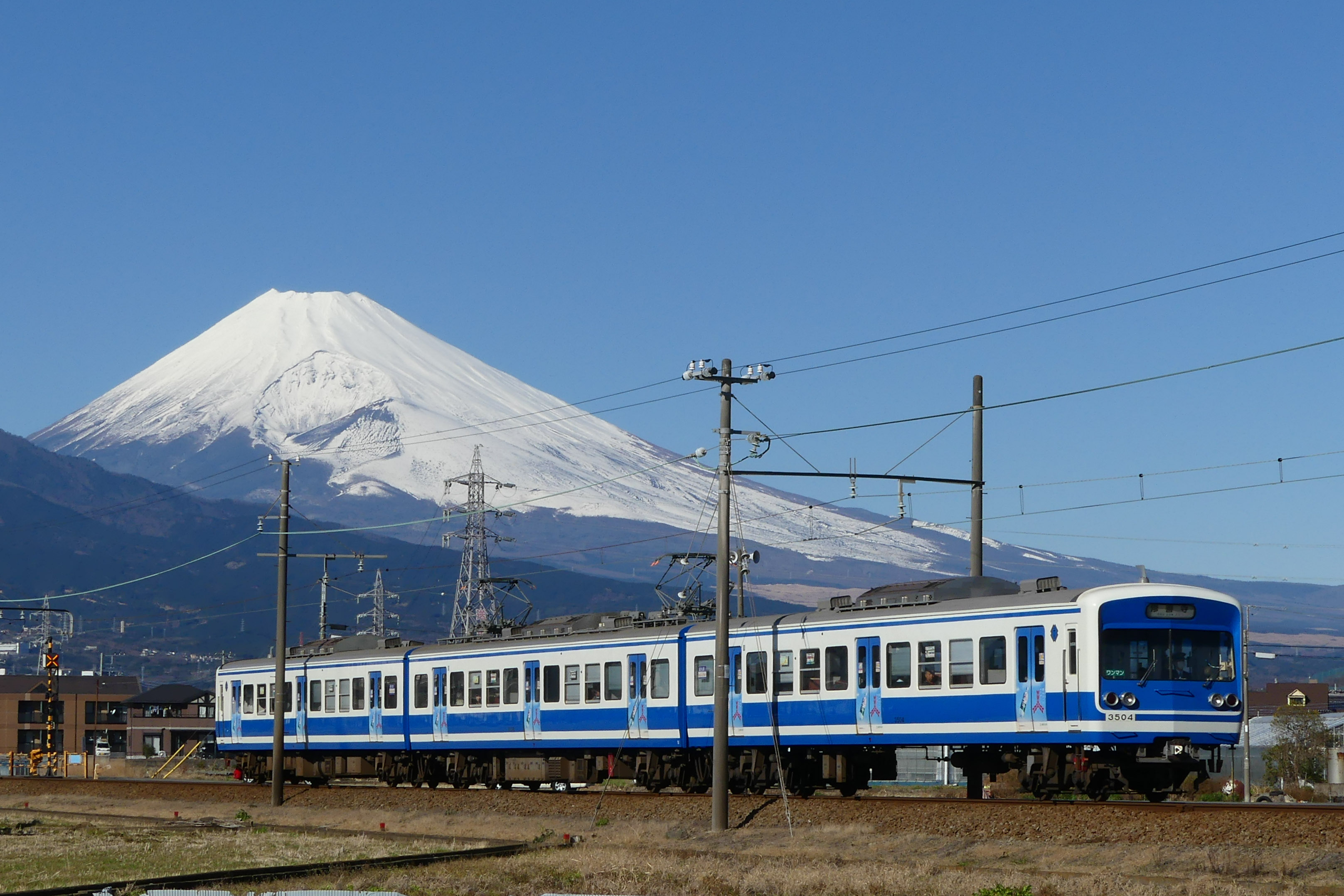
市内を走る駿豆線

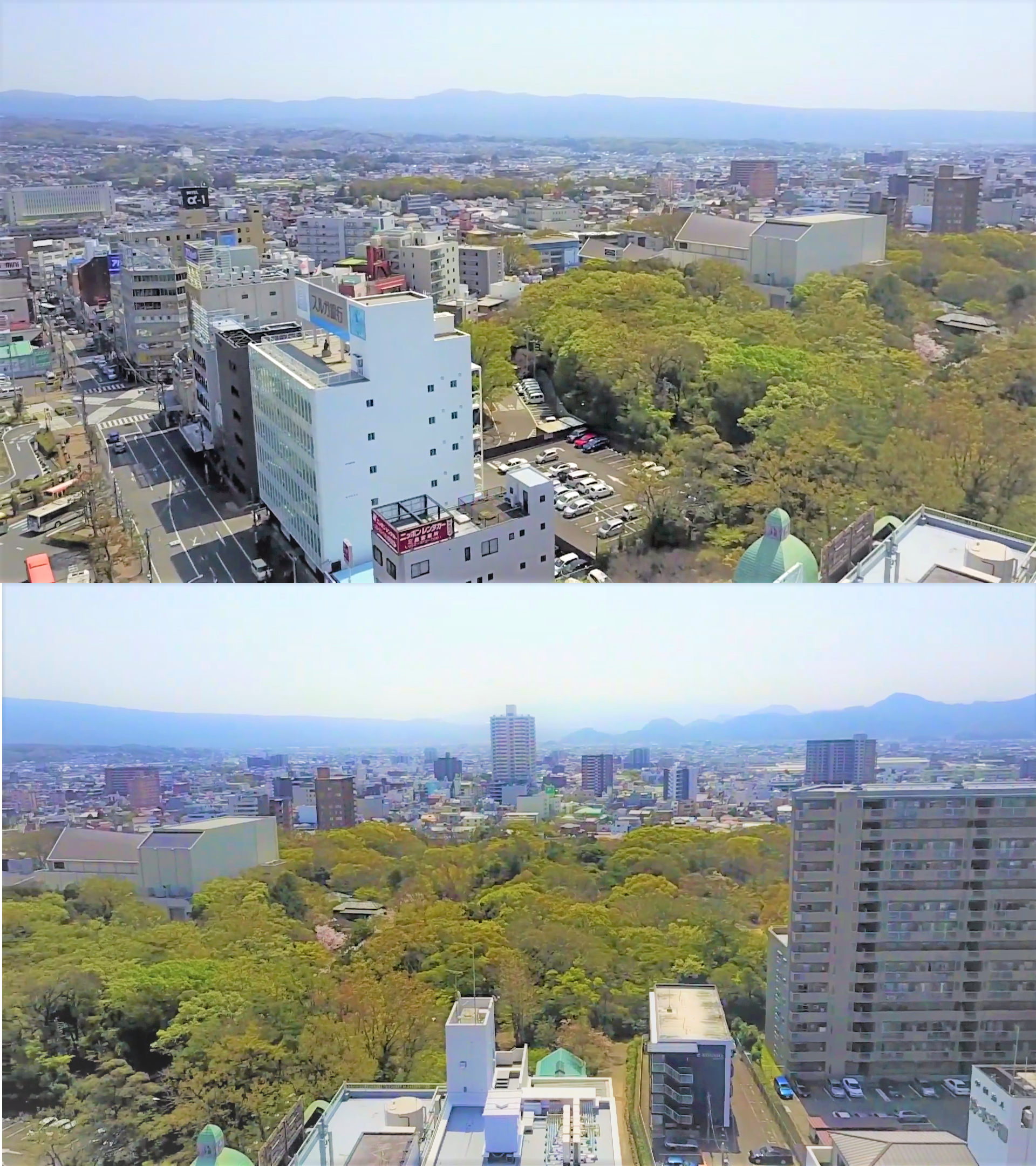
三島市中心部

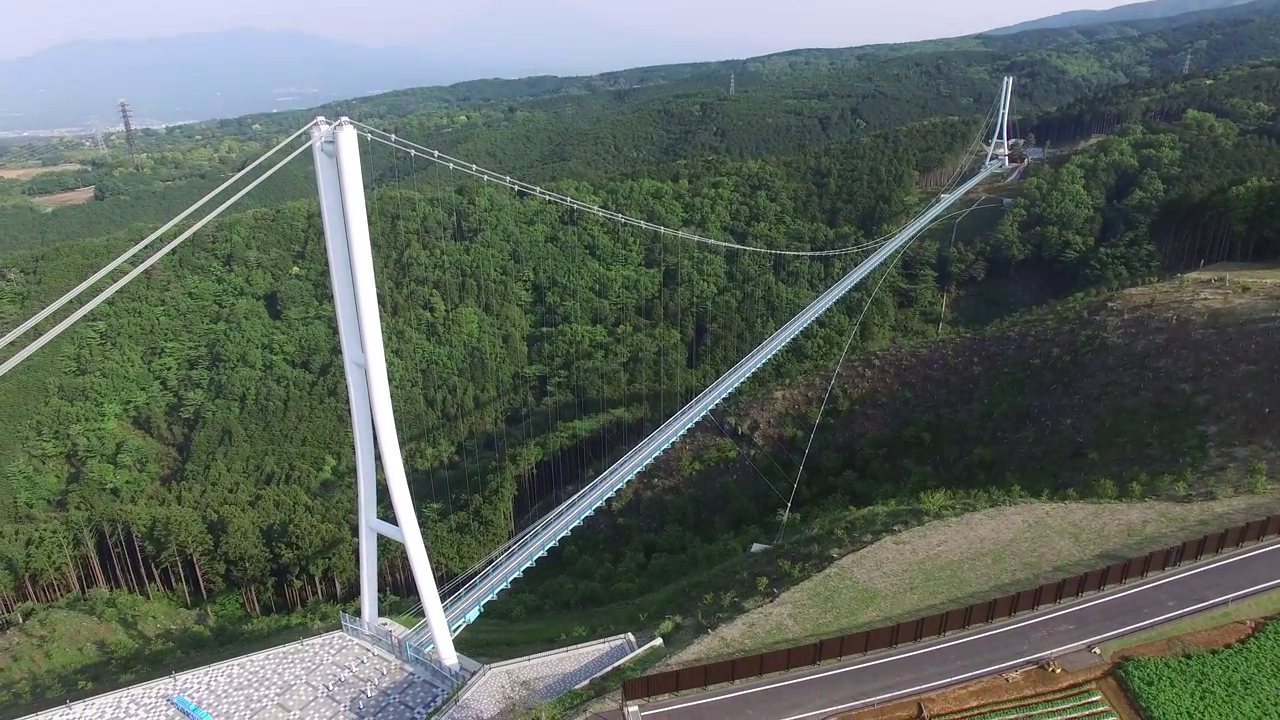
日本一長い歩行用吊り橋 三島スカイウォーク

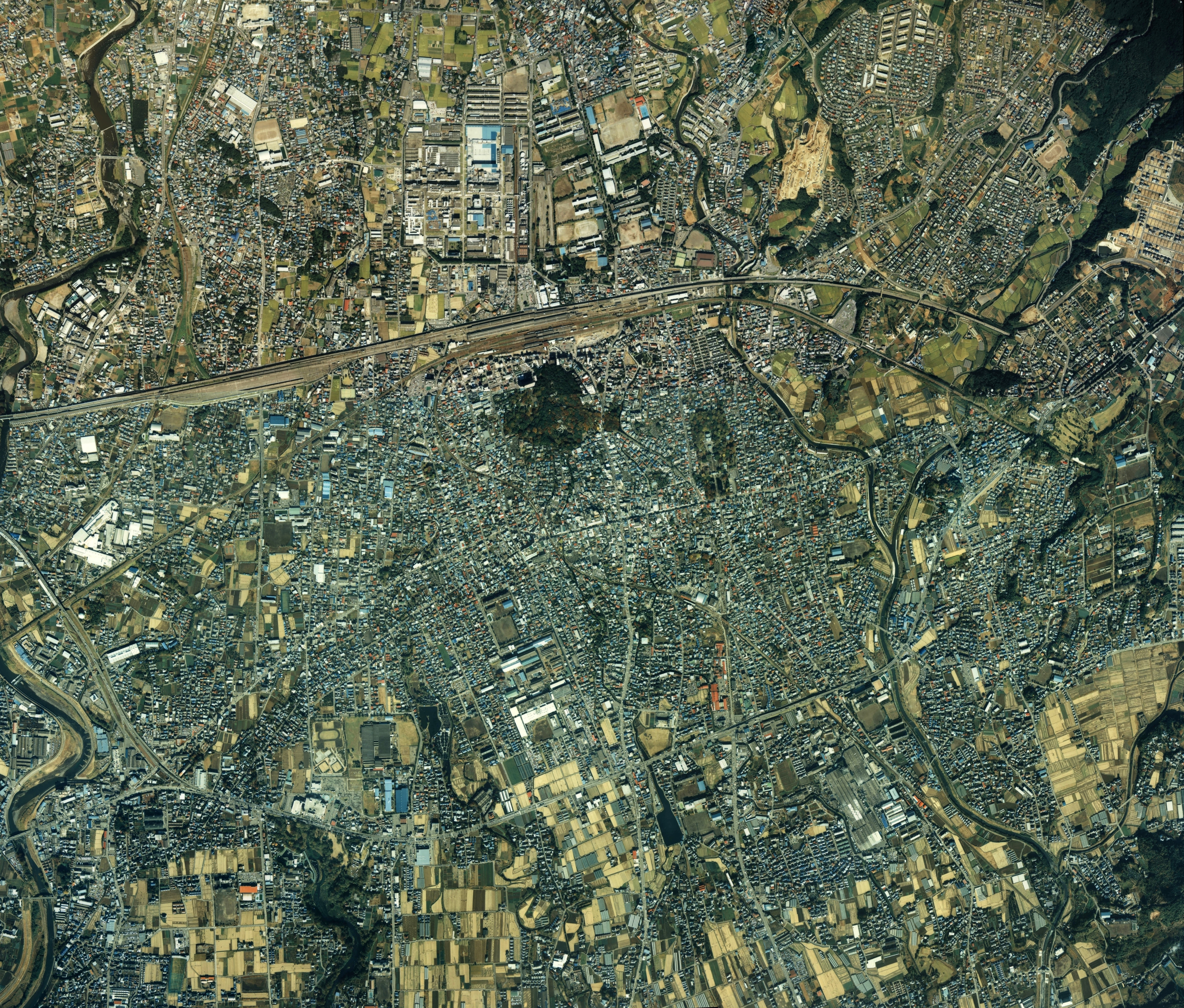
三島市中心部周辺の空中写真。
1988年撮影の8枚を合成作成。。

三島市（みしまし）は、静岡県東部にある市。伊豆半島の北端部に位置し、かつて伊豆国の国府が置かれた。隣接する沼津市を中心とした沼津都市圏に含まれる。

## 概要
- 三嶋大社の鳥居前町であり、三嶋大社や楽寿園を中心に市街地を形成する。市内各地で湧水が見られる点から、国土交通省選定の水の郷百選にも選ばれている。
- 律令時代には伊豆国の国府が置かれ、伊豆府中とも呼ばれた。江戸時代には東海道三島宿の宿場町となり、箱根峠越えの前後の休息地として賑わった。
- 明治時代には、鉄路に対する意識の薄さから鉄道駅が置かれずに衰退した時期があったが、1934年に現在の三島駅が開業した。1969年に東海道新幹線の三島駅が開業した後は、東京都・神奈川県方面への通勤・通学者が増加した。（→三島駅#歴史）。三島駅から品川駅へは最短37分程度であり、首都圏と比較てしても家賃が安いことから市内への移住者が増加している[1]。

### 地名の由来
1. 三嶋大明神（三嶋大社）がこの地に遷座したときから三島の地名が生まれた説。
2. 三嶋大明神（三嶋大社）が3つの洲（安志我良、珠流河、賀茂）の神であるとして、後に洲が嶋に改められ、三島の地名が生まれた説。
3. 菰池や小浜池などを水源とした清流に挟まれた土地が3つの島のように見えたため三島の地名がうまれた説。

## 地理

### 地形
考古学の研究では約2900年前に富士山の東の斜面が崩壊して、御殿場付近へ堆積した岩屑なだれの堆積物は、洪水のたびに土石流となって、愛鷹山と箱根山との間の谷に運ばれ、三島溶岩流を覆って南へゆるやかに傾斜した台地の三島扇状地を作ったとされる。そのため、当市の台地は南へゆるやかに傾斜した扇状地となっている。一方で、当市南部は田方平野で多い沖積層で形成されており、当市南部及び国道1号を挟む南北地域には液状化現象の危険性がある場所が多くあるとされている。

### 地域
- 北上（きたうえ）地区 - 旧北上村
  - 佐野（さの） - 旧佐野村
  - 徳倉（とくら） - 旧徳倉村
  - 沢地（さわじ） - 旧沢地村
  - 幸原町（こうばらちょう） - 旧幸原村
  - 壱町田（いっちょうだ） - 旧壱町田村
  - 新興住宅地・ニュータウン
    - 佐野見晴台（さの-みはらしだい）
    - 芙蓉台（ふようだい）
    - 萩（はぎ）
    - 富士ビレッジ（ふじ-びれっじ）
    - 千枚原（せんまいばら）
    - 富士見台（ふじみだい）
    - 光ヶ丘（ひかりがおか）
    - 東壱町田（ひがし-いっちょうだ）

  - 工業団地
    - 平成台（へいせいだい）
- 三島(旧)市街地 - 旧三島町
  - 文教町（ぶんきょうちょう）
  - 若松町（わかまつちょう）
  - 加茂（かも）
  - 加茂川町（かもがわちょう）
  - 大宮町（おおみやちょう）
  - 一番町（いちばんちょう）
  - 寿町（ことぶきちょう）
  - 西若町（にしわかちょう）
  - 泉町（いずみちょう）
  - 芝本町（しば-ほんちょう）
  - 本町（ほんちょう）
  - 広小路町（ひろこうじちょう）
  - 栄町（さかえちょう）
  - 日の出町（ひのでちょう）
  - 大社町（たいしゃちょう）
  - 中央町（ちゅうおうちょう）
  - 南本町（みなみ-ほんちょう）
  - 西本町（にし-ほんちょう）
  - 東町（ひがしちょう）
  - 東本町（ひがし-ほんちょう）
  - 北田町（きた-たまち）
  - 中田町（なか-たまち）
  - 南田町（みなみ-たまち）
  - 緑町（みどりちょう）
  - 加屋町（かやまち）
  - 清住町（きよずみちょう）
  - 南町（みなみちょう）
  - 三好町（みよしちょう）
  - 南二日町（みなみ-ふつかまち）
  - 富田町（とみたまち）
- 錦田（にしきだ）地区 - 旧錦田村
  - 川原ヶ谷（かわはらがや） - 旧川原ヶ谷村
  - 笹原新田（ささはら-しんでん）
  - 三ツ谷新田（みつや-しんでん）
  - 市山新田（いちのやま-しんでん）
  - 塚原新田（つかはら-しんでん）
  - 山中新田（やまなか-しんでん）
  - 谷田（やた） - 旧谷田村
  - 玉沢（たまざわ） - 旧玉沢村
  - 竹倉（たけくら） - 旧竹倉村
  - 中（なか） - 旧中村
  - 新興住宅地・ニュータウン
    - 旭ヶ丘（あさひがおか）
    - 三恵台（さんけいだい）
    - 初音台（はつねだい）
    - 松が丘（まつがおか）
    - 柳郷地（やなぎ-ごうち）
    - 錦が丘（にしきがおか）
- 中郷（なかざと）地区 - 旧中郷村
  - 玉川（たまがわ） - 旧玉川村
  - 青木（あおき） - 旧青木村
  - 新谷（あらや） - 旧新谷村
  - 鶴喰（つるはみ） - 旧鶴喰村
  - 八反畑（はったばた） - 旧八反畑村
  - 北沢（きたざわ） - 旧北沢村
  - 多呂（たろ） - 旧多呂村
  - 大場（だいば） - 旧大場村
  - 中島（なかじま） - 旧中島村
  - 梅名（うめな） - 旧梅名村
  - 平田（ひらた） - 旧平田村
  - 松本（まつもと） - 旧松本村
  - 安久（やすひさ） - 旧安久村
  - 長伏（ながぶせ） - 旧長伏村
  - 御園（みその） - 旧御園村
  - 新興住宅地・ニュータウン
    - 藤代町（ふじしろちょう）
    - 東大場（ひがし-だいば）

### 気候
当市は太平洋側気候に含まれている。一般的な太平洋側の気候は、夏は温暖多雨で、冬は雨が少なく乾燥しやすい。当市は駿河湾から北東にやや内陸部に入ったところにあるので、海に面した近隣の地域と比較して、日較差が大きい。夏は気温が高く、冬は冷え込むなどの内陸性盆地気候の傾向がある。ただし三島の年間平均気温は16.3℃で、最低気温の平均が零下になることはほとんどない。
| 三島特別地域気象観測所（三島市東本町、標高21m）の気候   | 三島特別地域気象観測所（三島市東本町、標高21m）の気候 | 三島特別地域気象観測所（三島市東本町、標高21m）の気候 | 三島特別地域気象観測所（三島市東本町、標高21m）の気候 | 三島特別地域気象観測所（三島市東本町、標高21m）の気候 | 三島特別地域気象観測所（三島市東本町、標高21m）の気候 | 三島特別地域気象観測所（三島市東本町、標高21m）の気候 | 三島特別地域気象観測所（三島市東本町、標高21m）の気候 | 三島特別地域気象観測所（三島市東本町、標高21m）の気候 | 三島特別地域気象観測所（三島市東本町、標高21m）の気候 | 三島特別地域気象観測所（三島市東本町、標高21m）の気候 | 三島特別地域気象観測所（三島市東本町、標高21m）の気候 | 三島特別地域気象観測所（三島市東本町、標高21m）の気候 | 三島特別地域気象観測所（三島市東本町、標高21m）の気候 |
| 月                                                      | 1月                                                   | 2月                                                   | 3月                                                   | 4月                                                   | 5月                                                   | 6月                                                   | 7月                                                   | 8月                                                   | 9月                                                   | 10月                                                  | 11月                                                  | 12月                                                  | 年                                                    |
| ------------------------------------------------------- | ----------------------------------------------------- | ----------------------------------------------------- | ----------------------------------------------------- | ----------------------------------------------------- | ----------------------------------------------------- | ----------------------------------------------------- | ----------------------------------------------------- | ----------------------------------------------------- | ----------------------------------------------------- | ----------------------------------------------------- | ----------------------------------------------------- | ----------------------------------------------------- | ----------------------------------------------------- |
| 最高気温記録 °C （°F）                                  | 24.7 (76.5)                                           | 24.8 (76.6)                                           | 26.7 (80.1)                                           | 28.7 (83.7)                                           | 31.4 (88.5)                                           | 36.5 (97.7)                                           | 37.4 (99.3)                                           | 37.4 (99.3)                                           | 36.7 (98.1)                                           | 32.9 (91.2)                                           | 27.8 (82)                                             | 25.2 (77.4)                                           | 37.4 (99.3)                                           |
| 平均最高気温 °C （°F）                                  | 11.5 (52.7)                                           | 12.4 (54.3)                                           | 15.3 (59.5)                                           | 19.9 (67.8)                                           | 23.9 (75)                                             | 26.5 (79.7)                                           | 30.2 (86.4)                                           | 31.8 (89.2)                                           | 28.6 (83.5)                                           | 23.5 (74.3)                                           | 18.6 (65.5)                                           | 13.9 (57)                                             | 21.4 (70.5)                                           |
| 日平均気温 °C （°F）                                    | 5.9 (42.6)                                            | 6.8 (44.2)                                            | 10.0 (50)                                             | 14.6 (58.3)                                           | 19.0 (66.2)                                           | 22.3 (72.1)                                           | 26.0 (78.8)                                           | 27.3 (81.1)                                           | 24.0 (75.2)                                           | 18.5 (65.3)                                           | 13.2 (55.8)                                           | 8.2 (46.8)                                            | 16.3 (61.3)                                           |
| 平均最低気温 °C （°F）                                  | 0.8 (33.4)                                            | 1.5 (34.7)                                            | 4.8 (40.6)                                            | 9.5 (49.1)                                            | 14.3 (57.7)                                           | 18.7 (65.7)                                           | 22.8 (73)                                             | 23.7 (74.7)                                           | 20.1 (68.2)                                           | 14.2 (57.6)                                           | 8.4 (47.1)                                            | 3.1 (37.6)                                            | 11.9 (53.4)                                           |
| 最低気温記録 °C （°F）                                  | −9.2 (15.4)                                           | −9.8 (14.4)                                           | −7.8 (18)                                             | −2.4 (27.7)                                           | 1.1 (34)                                              | 7.9 (46.2)                                            | 11.6 (52.9)                                           | 15.4 (59.7)                                           | 8.4 (47.1)                                            | 0.9 (33.6)                                            | −2.5 (27.5)                                           | −7.8 (18)                                             | −9.8 (14.4)                                           |
| 降水量 mm （inch）                                      | 73.2 (2.882)                                          | 91.6 (3.606)                                          | 154.9 (6.098)                                         | 152.8 (6.016)                                         | 158.7 (6.248)                                         | 212.7 (8.374)                                         | 223.4 (8.795)                                         | 168.5 (6.634)                                         | 241.8 (9.52)                                          | 215.7 (8.492)                                         | 110.7 (4.358)                                         | 65.1 (2.563)                                          | 1,868.2 (73.551)                                      |
| 平均降水日数 （≥0.5 mm）                                | 6.7                                                   | 7.3                                                   | 11.5                                                  | 11.0                                                  | 11.3                                                  | 13.1                                                  | 11.8                                                  | 9.6                                                   | 12.0                                                  | 11.2                                                  | 8.6                                                   | 6.7                                                   | 120.9                                                 |
| % 湿度                                                  | 65                                                    | 63                                                    | 65                                                    | 67                                                    | 70                                                    | 75                                                    | 76                                                    | 74                                                    | 75                                                    | 74                                                    | 73                                                    | 68                                                    | 70                                                    |
| 平均月間日照時間                                        | 186.3                                                 | 168.1                                                 | 172.2                                                 | 182.2                                                 | 184.8                                                 | 128.9                                                 | 149.7                                                 | 191.0                                                 | 151.2                                                 | 149.4                                                 | 160.1                                                 | 179.4                                                 | 2,003.2                                               |
| 出典：気象庁 (平均値：1991年-2020年、極値：1930年-現在) |                                                       |                                                       |                                                       |                                                       |                                                       |                                                       |                                                       |                                                       |                                                       |                                                       |                                                       |                                                       |                                                       |

### 人口
| |                                        |  |
| 三島市と全国の年齢別人口分布（2005年） | 三島市の年齢・男女別人口分布（2005年） |  |
| ■紫色 ― 三島市 ■緑色 ― 日本全国 | ■青色 ― 男性 ■赤色 ― 女性              |  |
| 三島市（に相当する地域）の人口の推移 \| 1970年（昭和45年） \| 78,141人 \| \| \| 1975年（昭和50年） \| 89,248人 \| \| \| 1980年（昭和55年） \| 94,612人 \| \| \| 1985年（昭和60年） \| 99,600人 \| \| \| 1990年（平成2年） \| 105,418人 \| \| \| 1995年（平成7年） \| 107,890人 \| \| \| 2000年（平成12年） \| 110,519人 \| \| \| 2005年（平成17年） \| 112,241人 \| \| \| 2010年（平成22年） \| 111,838人 \| \| \| 2015年（平成27年） \| 110,046人 \| \| \| 2020年（令和2年） \| 107,783人 \| \| |                                        |  |
| 総務省統計局 国勢調査より |                                        |  |
| 1970年（昭和45年） | 78,141人                               |  |
| 1975年（昭和50年） | 89,248人                               |  |
| 1980年（昭和55年） | 94,612人                               |  |
| 1985年（昭和60年） | 99,600人                               |  |
| 1990年（平成2年） | 105,418人                              |  |
| 1995年（平成7年） | 107,890人                              |  |
| 2000年（平成12年） | 110,519人                              |  |
| 2005年（平成17年） | 112,241人                              |  |
| 2010年（平成22年） | 111,838人                              |  |
| 2015年（平成27年） | 110,046人                              |  |
| 2020年（令和2年） | 107,783人                              |  |

### 隣接自治体
静岡県
沼津市、裾野市、田方郡函南町、駿東郡清水町、長泉町
神奈川県
足柄下郡箱根町

## 歴史

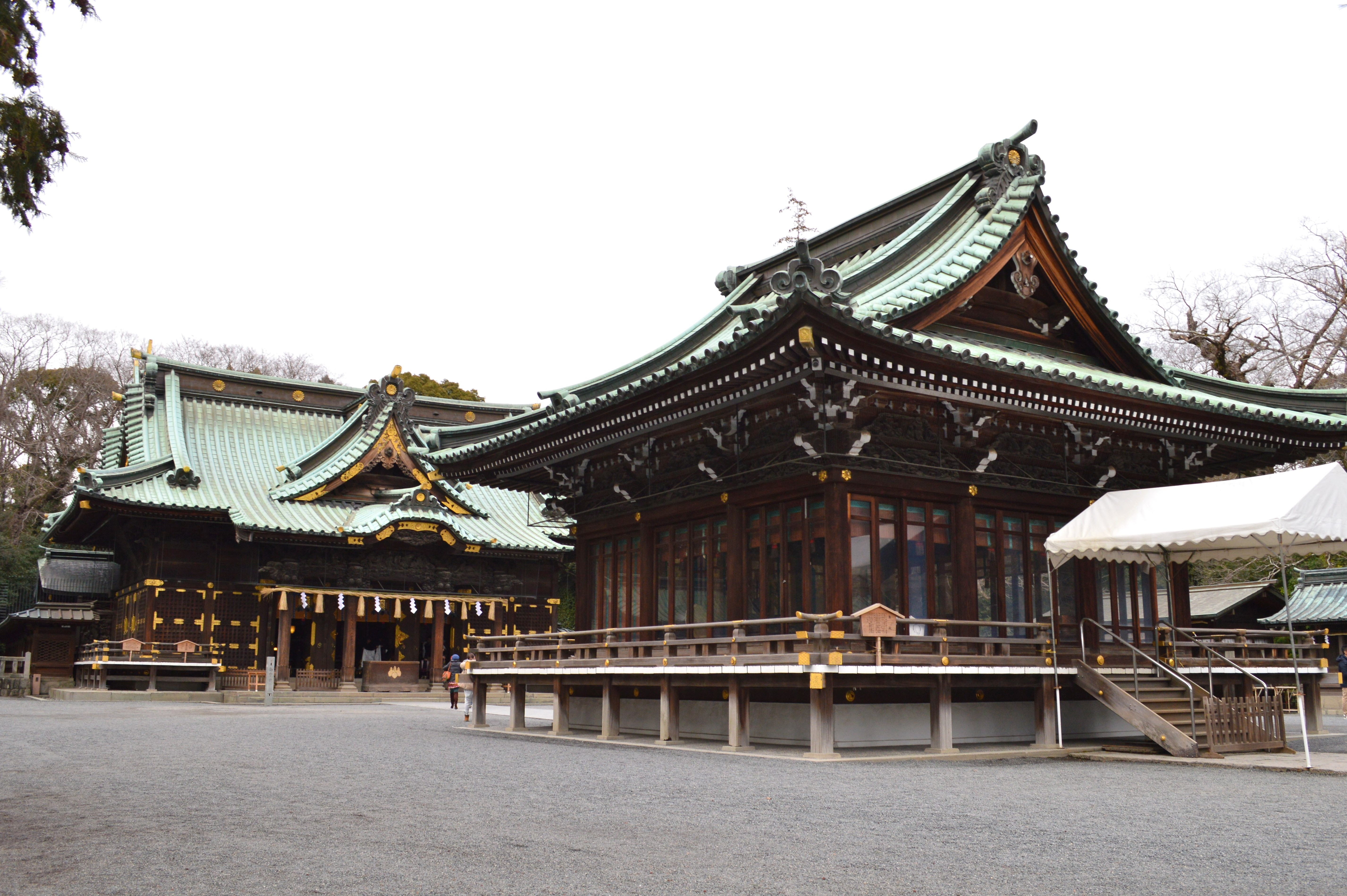
三嶋大社。三島市はこの神社の門前町として発展した。

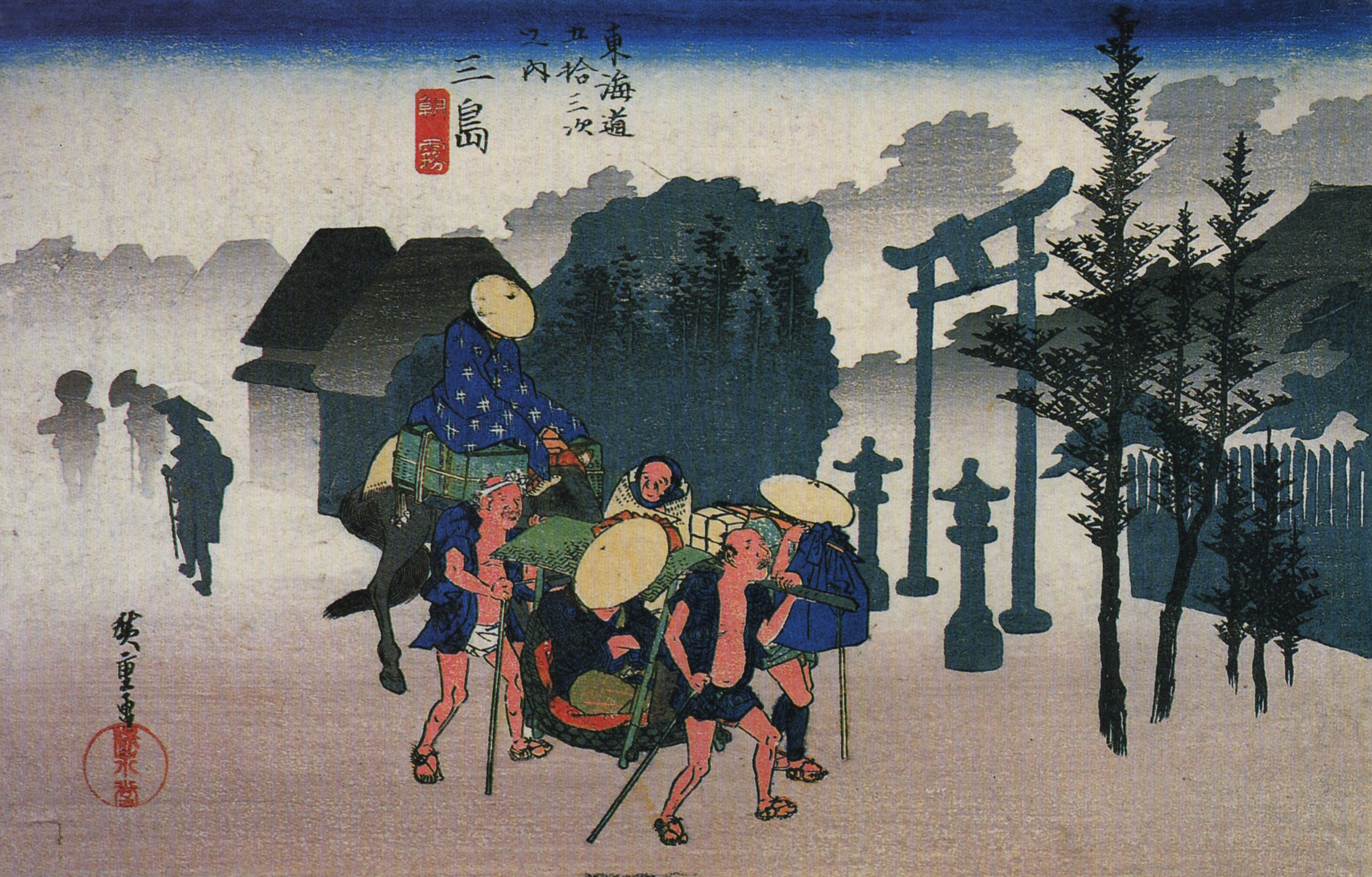
歌川広重「東海道五十三次・三島」

### 古代から中世まで
- 5世紀末頃：向山古墳が造られる。
- 680年：伊豆国が駿河国から分離され、三島に伊豆国の国府が置かれる。
- 750年（天平勝宝2年）頃：伊豆国分寺が建立される。

### 天正から江戸時代まで
- 1590年（天正18年）：豊臣秀吉が山中城を攻め落とす。
- 1590年（天正18年）：三島代官所が置かれる。
- 江戸時代 - 江戸幕府の直轄地とされ、東海道の宿場町である三島宿が置かれる。
- 1759年（宝暦9年）：三島代官所が廃止され、韮山代官所に統合される。三島には陣屋が置かれる。

### 明治から第二次世界大戦まで
- 1868年（明治元年）：韮山県に属する。
- 1871年（明治4年）：韮山県が分割され、小田原県に属する。小田原県が足柄県となる。
- 1876年（明治9年）4月18日：足柄県が分割され、以降は静岡県に属する。
- 1886年（明治19年）：君沢・田方郡衙が韮山から三島に移転。
- 1892年（明治25年）：小松宮が別邸楽寿園を建築。
- 1898年（明治31年）：豆相鉄道（現在の伊豆箱根鉄道）が開業。当時の三島駅は現在の下土狩駅。
- 1906年（明治39年）：駿豆電気鉄道（三島広小路・沼津間路面電車、1963年廃止）が開業。
- 1918年（大正7年）4月：中郷村の精錬工場による鉱毒公害で反対運動（北沢亜鉛鉱滓問題[注釈 1]）
- 1919年（大正8年）：野戦重砲兵第二連隊が、翌年には野戦重砲兵第三連隊が置かれる。
- 1923年（大正12年）：関東大震災で被害。
- 1929年（昭和4年）：三島測候所開設。
- 1934年（昭和9年）：北伊豆地震で、広小路以東が被害。
- 1934年（昭和9年）10月1日：丹那トンネルが開通し、東海道本線三島駅（二代目）が開業し旧三島駅は下土狩駅に改称。
- 1934年（昭和9年）12月1日：伊豆箱根鉄道駿豆線が東海道線経路変更に伴い三島広小路-下土狩間を廃止し三島広小路-三島駅（二代目）開業。
- 1942年（昭和17年）：三島に初めての空襲。

### 第二次大戦後から平成まで
- 1949年（昭和24年）：国立遺伝学研究所が開設。
- 1952年（昭和27年）：市立公園楽寿園開園。
- 1962年（昭和37年）：三島広小路〜沼津間の路面電車廃止。
- 1962年（昭和37年）：新丹那トンネル開通。
- 1962年（昭和37年）：環境衛生都市宣言。
- 1966年（昭和41年）：佐野美術館が開館。
- 1969年（昭和44年）：東海道新幹線三島駅開業。
- 1970年（昭和45年）：三島市民憲章制定。
- 1983年（昭和58年）：国から「水緑都市モデル地区」に指定される。
- 1986年（昭和61年）：人口10万人突破。
- 1987年（昭和62年）：三嶋大社の大改修。

### 平成以降
- 1995年（平成7年）：国から「水の郷」に指定される。
- 1997年（平成9年）：FMみしま・かんなみ（ボイス・キュー）放送開始。
- 1998年（平成10年）：地球温暖化防止都市宣言。
- 2000年（平成12年）：環境マネジメントシステムの国際標準規格であるISO 140001を三島市が取得。
- 2001年（平成13年）：市の鳥としてカワセミを選定する。
- 2009年（平成21年）：東駿河湾環状道路沼津岡宮IC - 三島塚原ICが開通。
- 2014年（平成26年）：東駿河湾環状道路三島塚原IC - 函南塚本ICが開通。
- 2019年（令和元年）：泉町、一番町、本町、芝本町、広小路町が暴力団排除特別強化地域に指定[6]。

### 市域の変遷
- 1941年（昭和16年）：田方郡三島町・錦田村が新設合併して三島市が発足。
- 1954年（昭和29年）：中郷村を編入。

### 災害史
- 1685年（貞享2年）12月10日：丑年の大火。三島の宿場町が全焼し、三嶋大社も全焼。
- 1854年（安政元年）11月4日-5日：安政の大地震。街並みが地震で壊滅して火災も発生。三嶋大社が全損。
- 1923年（大正12年）9月1日：関東大震災。三島で死傷者14名で、全半損148棟。余震回数は1208回を11月30日まで記録。
- 1930年（昭和5年）11月26日：北伊豆地震。三島広小路以東側が壊滅し、死傷者319名で全半損3021棟。有無感地震回数は2595回を11月28日まで記録。
- 1958年（昭和33年）9月26日：狩野川台風。伊豆半島に750mmの雨が降り、各地で土砂崩れ、堤防決壊や津波による大洪水が発生。死傷者1名。床上浸水161棟。
- 1974年（昭和49年）7月7日：七夕豪雨。三島市内で毎時50mm〜70mmの豪雨が約7時間降り、大場川の氾濫（床上浸水294棟）やインフラが寸断。
- 1990年（平成2年）9月15日：秋雨前線による集中豪雨。三島市内に総雨量161mmの局所的な豪雨が主に生じ、大場川が氾濫（床上浸水102棟）した。
- 1998年（平成10年）8月30日：静岡県東部・伊豆水害。大場川上流で総雨量261mmの局所的な豪雨が主に生じ、大場川が氾濫（床上浸水8棟）し、インフラが寸断。
- 2009年（平成21年）8月11日：駿河湾地震で震度4を観測。
- 2011年（平成23年）3月15日：静岡県東部地震により、震度4を観測。
- 2019年（令和元年）8月28日：三島市文教町から富士ビレッジにかけて竜巻が発生し、負傷者3名、建物被害75棟[7]。
- 2019年（令和元年）10月12日：令和元年東日本台風（台風19号）により、三島市内に間降水量362mmの雨が降り、松毛川排水機場が機能停止し、負傷者1名、床上浸水4棟、床下浸水67棟、一部損壊3棟が生じた[8]。

## 行政

### 市長
歴代市長
1. 花島周一（1941年7月27日 - 1945年7月26日）
2. 渡辺知雄（1945年7月27日 - 1946年11月29日）
3. 原国太郎（1947年4月6日 - 1948年12月10日）
4. 朝日原作（1949年2月7日 - 1953年2月6日）
5. 松田吉治（1953年2月7日 - 1961年2月6日）
6. 長谷川泰三（1961年2月7日 - 1977年2月6日）
7. 奥田吉郎（1977年2月7日 - 1993年2月6日）岐阜県出身。
8. 石井茂（1993年2月7日 - 1998年11月17日）
9. 小池政臣（1998年12月20日 - 2010年12月19日）
10. 豊岡武士（2010年12月20日 - 現職・4期目）

### 市庁舎

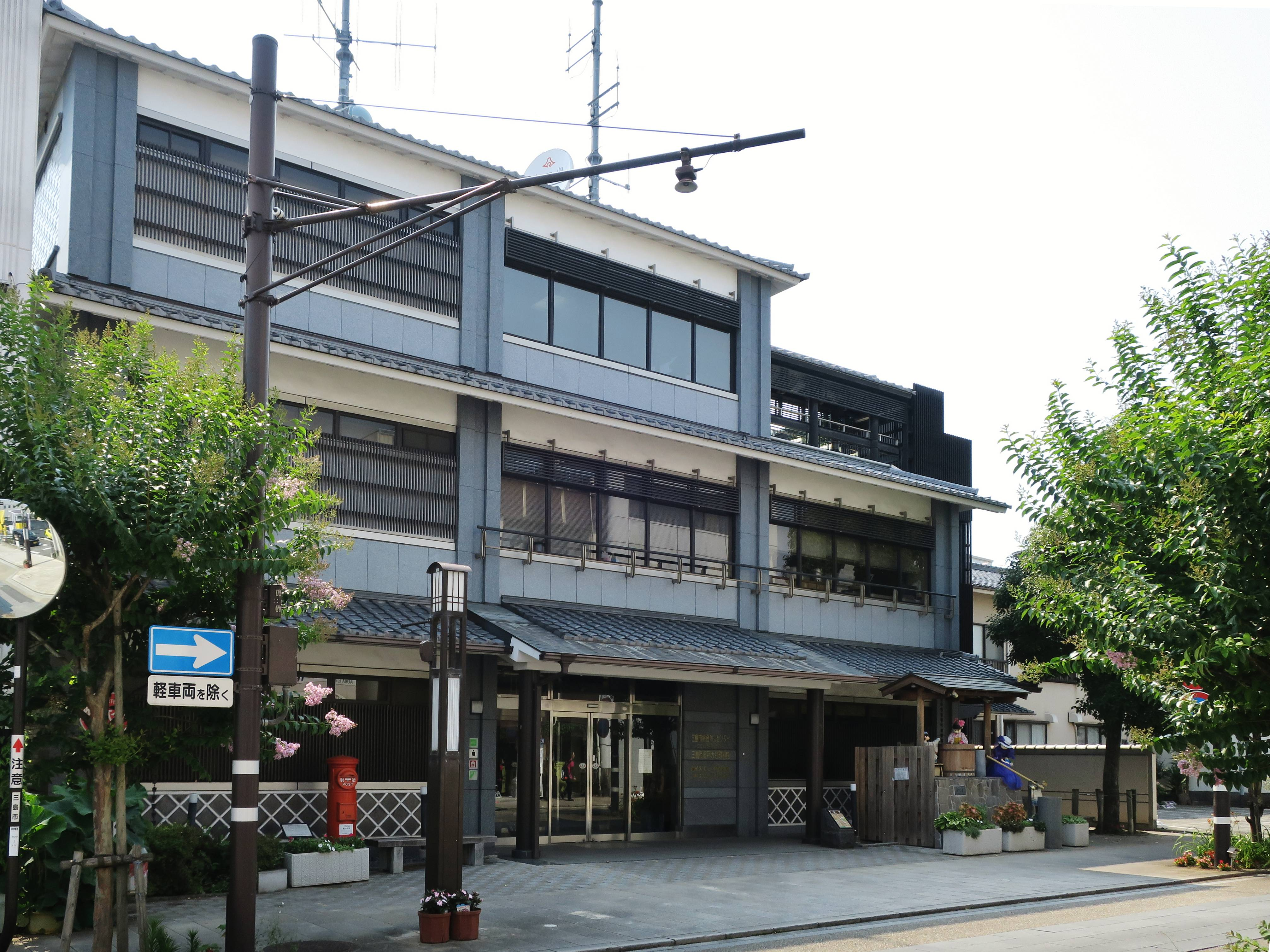
大社町別館

市役所所在地は三島市北田町4番47号にあるが、一部窓口業務等がおいてある別館が2か所、支所が2か所ある。
- 北田町本館 - 三島市北田町4番47号
- 中央町別館（水道部、市教育委員会） - 三島市中央町5番5号
- 大社町別館（総合防災センター、地域安全課等） - 三島市大社町1番10号
- 中郷（なかざと）文化プラザ（中郷市民サービスコーナーして支所機能がある） - 三島市梅名353番地の1
- 北上（きたうえ）文化プラザ（北上市民サービスコーナーして支所機能がある） - 三島市萩312番地

### 市民憲章
三島市民憲章
わたくしたちは、箱根のふもと朝に夕に富士を仰ぐ恵まれた自然のなかに育った三島市民です
わたくしたちは、三島市民であることに誇りと責任をもち、お互いのしあわせを願い、この憲章を定めます。

わたくしたち三島市民は、
1.  自然を愛し きれいなまちをつくりましょう。
2.  良い風習を育て 住みよいまちをつくりましょう。
3.  文化をたいせつにし 豊かなまちをつくりましょう。
4.  からだをきたえ 仕事にはげみ 明るいまちをつくりましょう。
5.  平和を望み 友愛のあふれるまちをつくりましょう。

市章
市章は八角形の三嶋大社の紋章と富士山を組合わせ、また中央の三線は漢数字の「三」と水の流れを組合わせて図案化した物。

### 県機関
- 静岡県総合健康センター
- 静岡県柿田川水道事務所
- 静岡県教育委員会三島分館

## 議会

### 市議会
定数：22人

### 県議会
定数2（自民改革会議…2）

### 衆議院
- 選挙区：静岡5区（三島市、富士市（旧富士川町域を除く）、御殿場市、裾野市、伊豆の国市（旧・伊豆長岡町域）、田方郡、駿東郡）
- 任期：2021年10月31日 - 2025年10月30日
- 投票日：2021年10月31日
- 当日有権者数：458,636人
- 投票率：54.39％

| 当落 | 候補者名 | 年齢 | 所属党派   | 新旧別 | 得票数    | 重複 |
| ---- | -------- | ---- | ---------- | ------ | --------- | ---- |
| 当   | 細野豪志 | 50   | 無所属     | 前     | 127,580票 |      |
| 比当 | 吉川赳   | 39   | 自由民主党 | 前     | 61,337票  | ○    |
|      | 小野範和 | 48   | 立憲民主党 | 新     | 51,965票  | ○    |
|      | 千田光   | 43   | 愛地球党   | 新     | 5,350票   |      |

## 国家機関

### 法務省
検察庁
- 静岡地方検察庁沼津支部 三島区検察庁

### 厚生労働省
- 日本年金機構 三島年金事務所

## 施設

### 警察
本部
- 静岡県警察 三島警察署

交番
- 谷田交番
- 三島駅前交番 - 三島駅南口
- 広小路交番 - 三島広小路駅近く
- 大社前交番 - 三嶋大社近く
- 中郷交番
- 北上交番

### 消防
本部
- 富士山南東消防本部（三島市消防本部）

分遣所
- 錦田（谷田294-1）
- 中郷（中島85-14）
- 北（文教町2-1-32）
- 北上（徳倉4-36-9）

### 医療
主な病院
- 地域医療機能推進機構三島総合病院

### 図書館
- 三島市立図書館・三島市立図書館中郷分館
  - 1915年（大正4年）、芝町水上（現・中央町6番24号）の三島第一尋常高等小学校に三島町立図書館が開館した。1930年（昭和5年）の震災で同校が大きな被害を受けたことで閉鎖された。図書館法の施行を機に、1950年（昭和25年）12月には小中島（現・南本町）にある市有施設を転用して三島市立図書館が開館した。[11]
  - 実業家の佐野隆一（後に三島市名誉市民）からの寄付金をもとに新館を建設し、1960年（昭和35年）12月には三島市立図書館佐野記念館が開館した。老朽化のために三島市立図書館佐野記念館を取り壊し、1997年（平成9年）4月29日には同一地点に三島市民生涯学習センターが開館、1階と2階に三島市立図書館本館が開館した。前年の1996年（平成8年）12月には中郷文化プラザに三島市立図書館中郷分館が開館している。2005年（平成17年）4月には三島本町タワーの本町プラザにふるさと歴史文学コーナーを開設した。同年4月には子どもの読書活動優秀実践図書館として文部科学大臣表彰を受けた。[11]
  - 2009年度（平成21年度）時点の蔵書数は408,634点であり、その内訳は本館が357,086点、中郷分館が43,545点、移動図書館が8,003点である。[11]

### 郵便局
主な郵便局
- 三島郵便局

### 運動施設
- すいすいみしま（三島市民温水プール）
- 三島市民体育館
- 錦田グラウンド
- 南二日町グラウンド
- 長伏グラウンド
- 市営長伏プール - 1971年営業開始、2023年9月3日営業終了[12]
- 市営上岩崎プール

ゴルフ場
- 芦の湖カントリークラブ（芦ノ湖高原別荘地）
- グランフィールズカントリークラブ
- 三島カントリークラブ（アコーディア・ゴルフ）

## 対外関係

### 姉妹都市･提携都市

#### 海外
姉妹都市
- パサディナ市（アメリカ合衆国 カリフォルニア州）
1957年（昭和32年）7月24日 - 姉妹都市提携
- ニュープリマス市（ニュージーランド王国 タラナキ地方）
1991年（平成3年）4月29日 - 姉妹都市提携

友好都市
- 麗水市（中華人民共和国 浙江省）
1997年（平成9年）5月12日 - 友好都市提携

## 経済

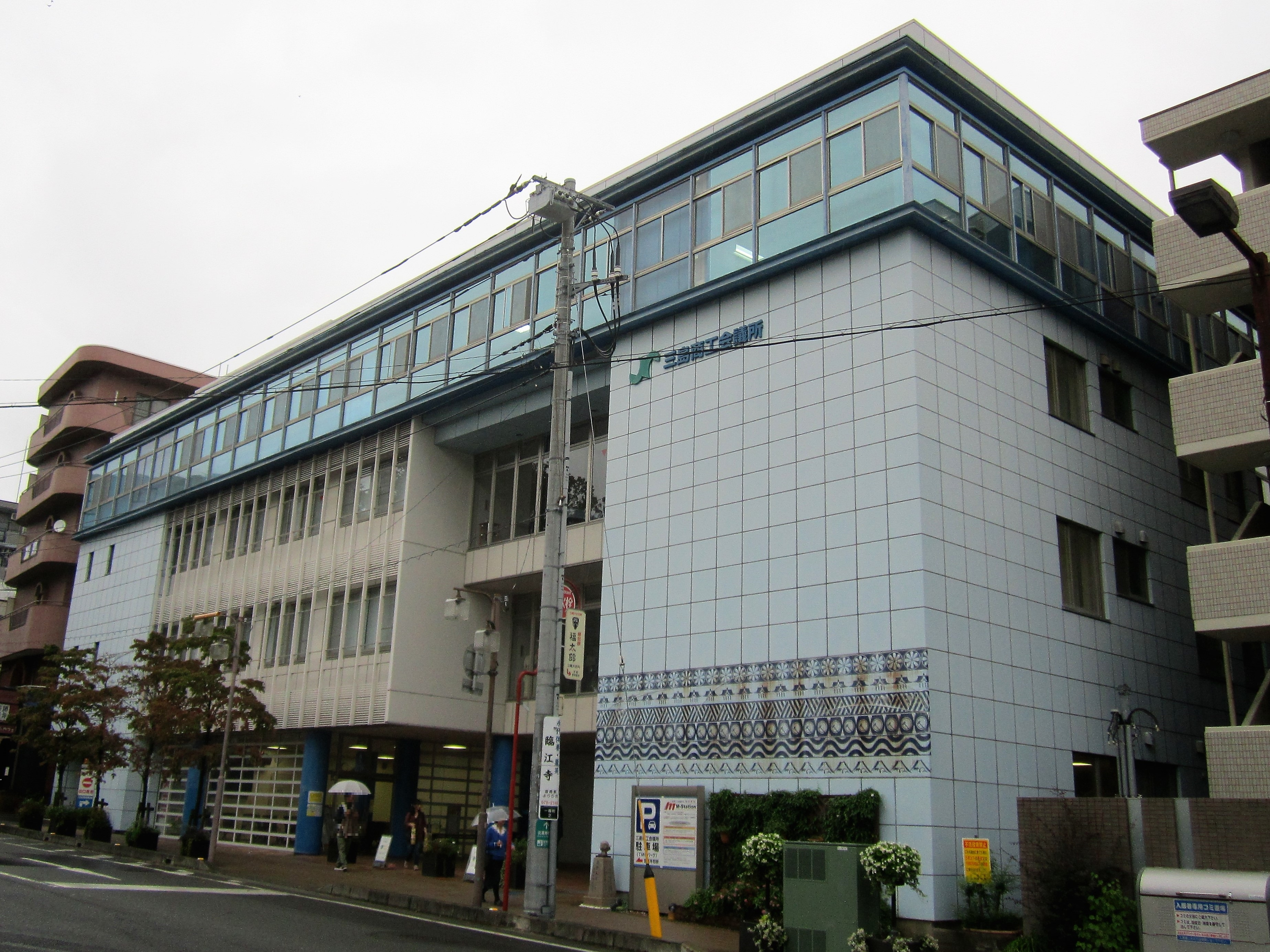
三島商工会議所

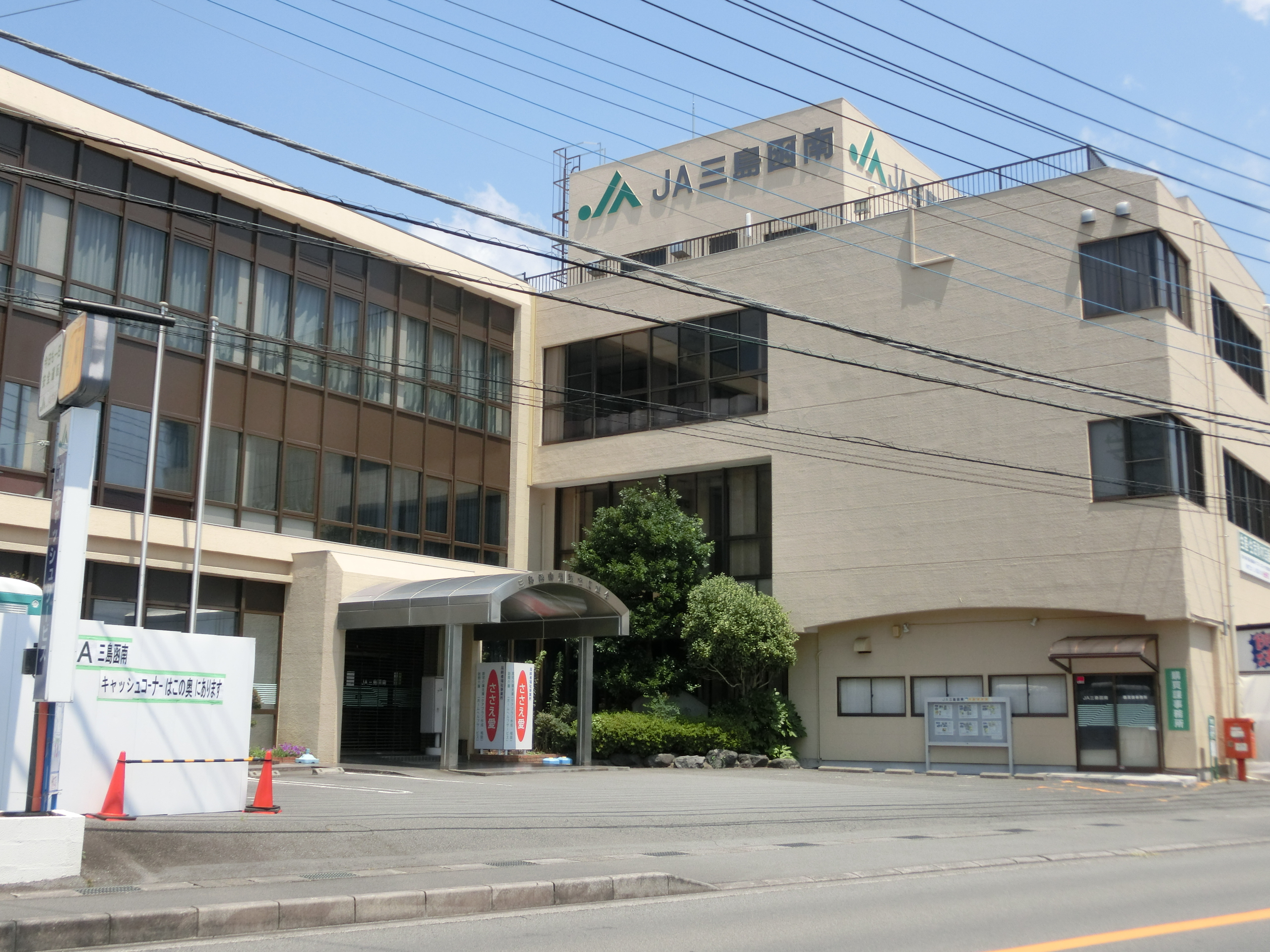
JA三島函南

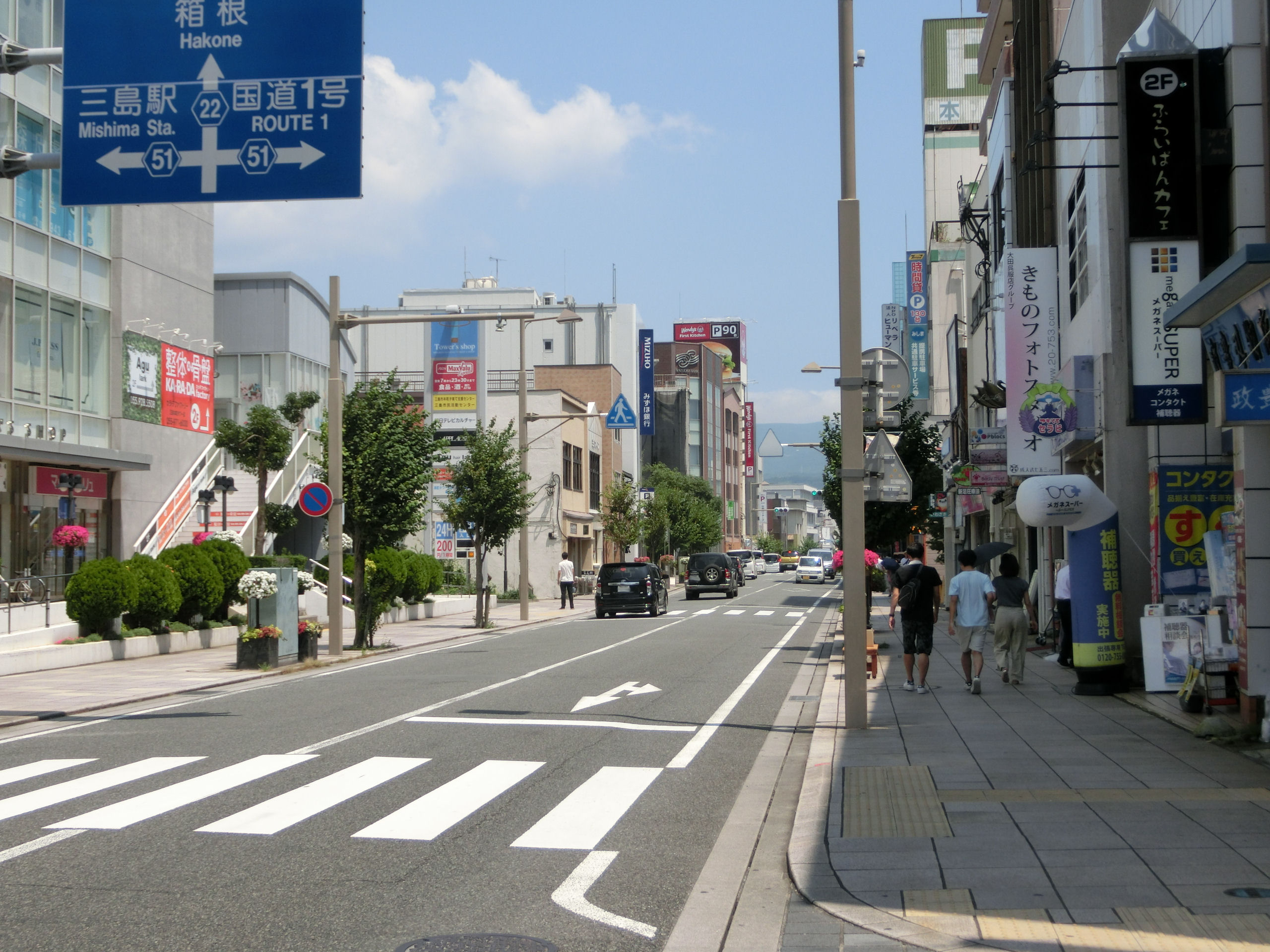
三島大通り商店街

当市は首都圏に近いこと、化学繊維、製紙工業に不可欠な良質な水が大量にあること、田方平野での農機具、農薬の需要が高いこと、裾野、御殿場に自動車の生産拠点があることなどから、それらに関連する産業が多い。また、近年は長泉の県立静岡がんセンター研究所を中核に、健康関連産業を集積しようとの構想もある。

### 第一次産業
当市は全国的に見て、小規模農家が多い。

#### 農業
当市は箱根山麓に位置しているため平野が少ない。稲作よりも畑作が盛んであり、静岡県での根菜類の主要産地でもある。
畑地が集中する箱根山西麓は火山灰土壌であり、水はけが良好で、土質も柔らかく、作土が深く雨が降っても固まらない性質を有しているため、根菜類の栽培に適している。
また、南向きの傾斜畑は農作業には厳しいものの、平地よりも太陽光を受けやすいメリットがある。
大根干しが冬の風物詩だったが、近年は干し大根の需要が低下した影響であまり見られない。また、連作障害や根菜類の需要低下を受けて、葉菜類の栽培も増えて来ている。
箱根山西麓で代表的な根菜類
- 三島馬鈴薯
- 三島大根（三島沢庵）
- 三島人参
- 三島甘藷

農業協同組合
- 三島函南農業協同組合（JA三島函南）

### 第二次産業

#### 工業
主な工場
- 東レ三島工場 - 1958年に操業。ポリエステル系合成繊維を生産[注釈 2]。
- 東レ総合研修センター - 関連会社や海外研修生を集めて人材育成。
- 東芝テック三島事業所 - 1963年に操業[注釈 3]。多機能複合機を製造。
- オムロン三島事業所 - シーケンス制御に使うPLC（シーケンサー）を製造。
- 電業社機械製作所 - 1940年操業。各種ポンプ、送排風機などを製造。
- 横浜ゴム三島工場 - 1946年操業。各種自動車向けタイヤを製造。
- 万城食品本社 - 粉わさびを製造。
- 伊豆箱根鉄道本社 - 1893年設立。田方地域の公共交通の中核を担う。
- 森永製菓三島工場 - 1918年操業[注釈 4]。ココア、inゼリーを製造。
- ファンケル美健 - 2021年3月操業予定。 オムロン三島事業所の土地と建物をそのまま利用し健康用サプリメントを製造予定。[13][14]

### 第三次産業

#### 商業
商業施設
- 日清プラザ/イトーヨーカドー三島店
- サントムーン柿田川（清水町）
- 伊豆・村の駅

商店街
- 三島大通り商店街

## 情報・通信

### マスメディア

#### 放送局
ラジオ
- エフエムみしま・かんなみ（ボイス・キュー）（FM77.7 MHz）

#### 中継局
- SBS三島ラジオ中継局

## 教育・研究機関

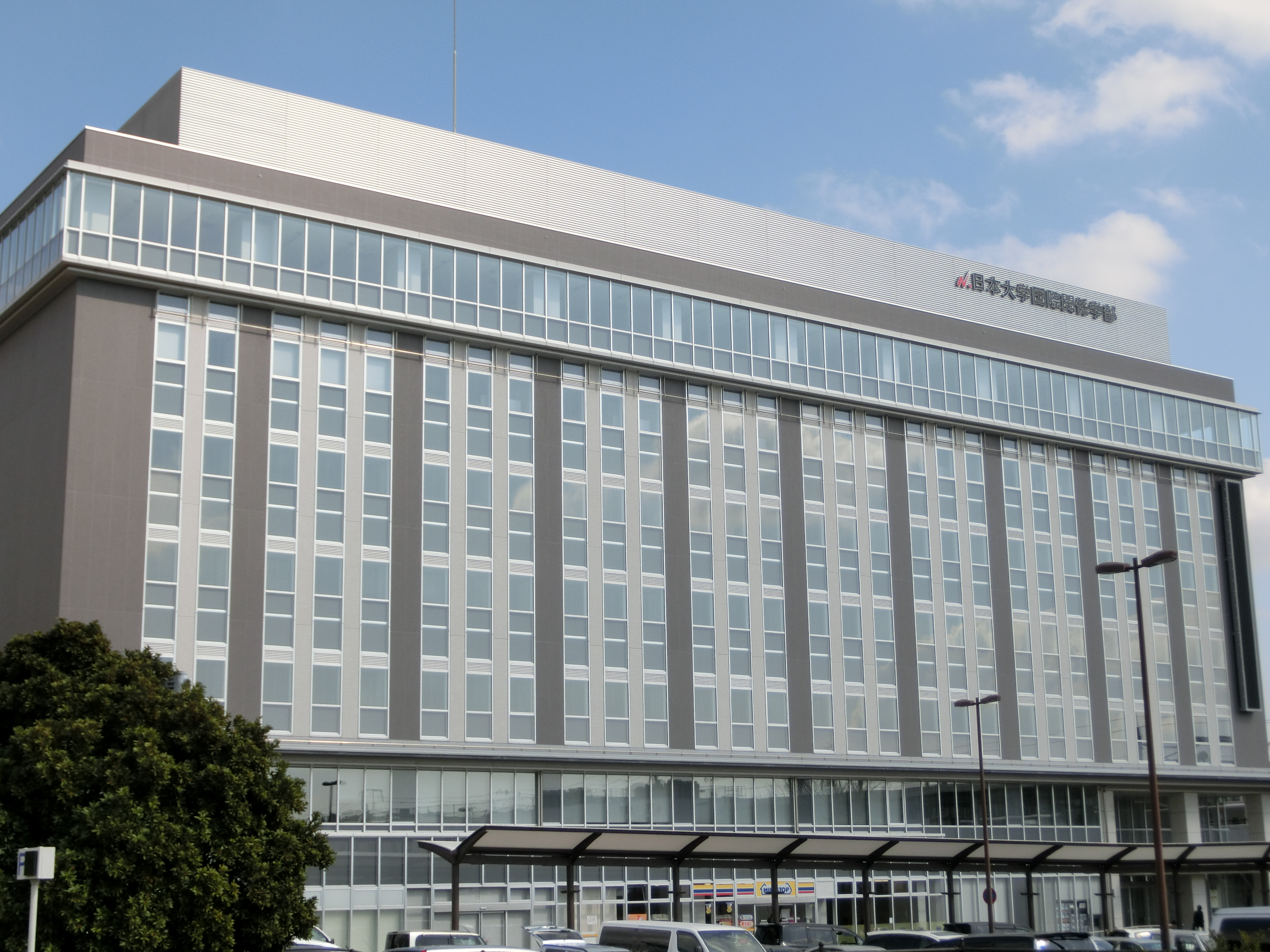
日本大学 三島キャンパス

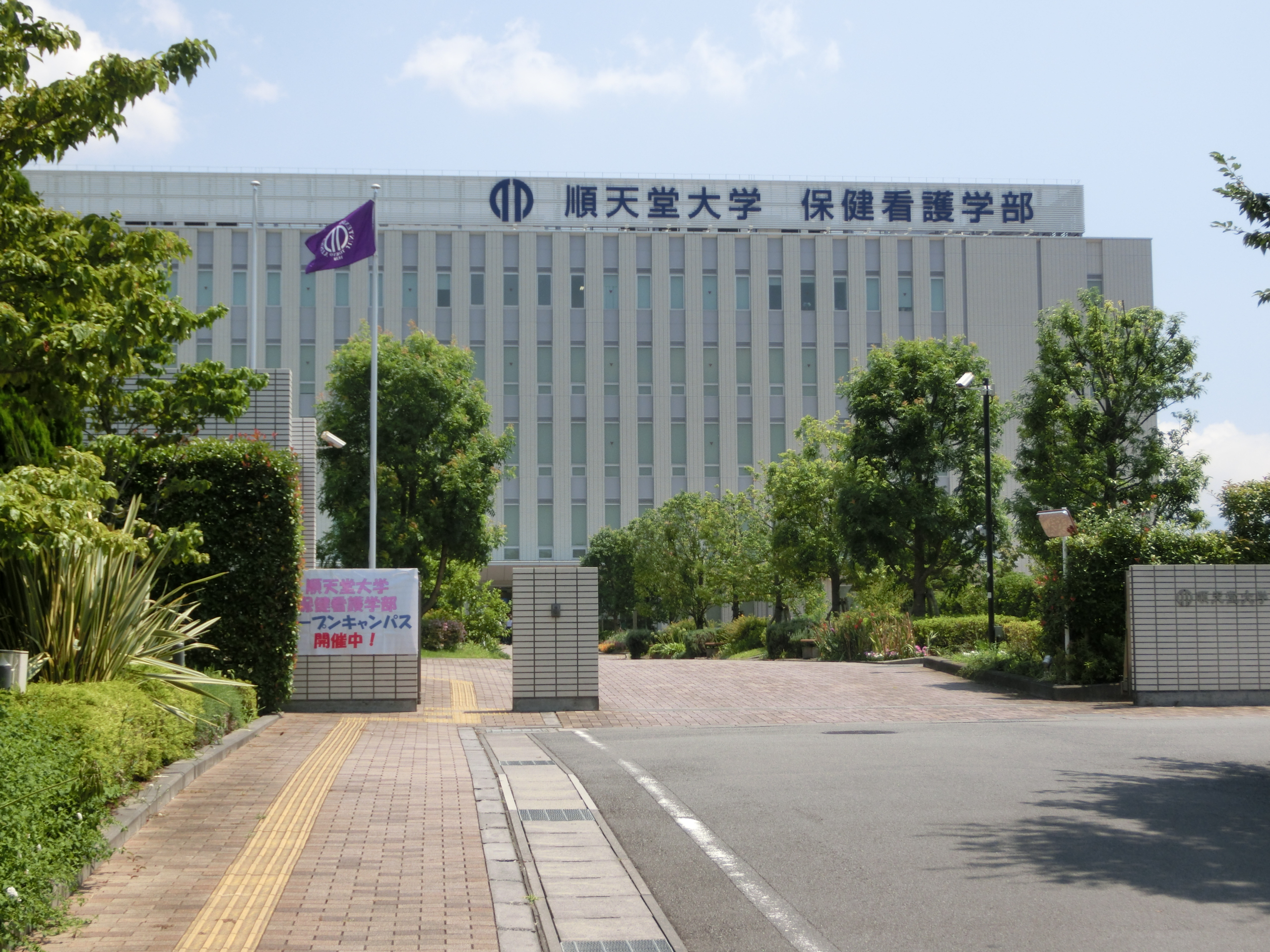
順天堂大学 三島キャンパス

### 大学
国立
- 総合研究大学院大学 三島キャンパス

私立
- 日本大学 三島キャンパス（短期大学部と併設）
- 順天堂大学 三島キャンパス

### 専門学校
- 中央歯科衛生士調理製菓専門学校
- 静岡県東部理容美容専門学校

### 高等学校
県立
- 静岡県立三島北高等学校
- 静岡県立三島南高等学校
- 静岡県立三島長陵高等学校
- 静岡県立静岡中央高等学校東部キャンパス

私立
- 日本大学三島高等学校
- 飛龍高等学校三島スクール

### 中学校
- 静岡県立ふじのくに中学校三島教室
- 三島市立北中学校
- 三島市立南中学校
- 三島市立錦田中学校
- 三島市立中郷中学校
- 三島市立北上中学校
- 三島市立中郷西中学校
- 三島市立山田中学校
- 日本大学三島中学校

### 小学校
- 三島市立北小学校
- 三島市立南小学校
- 三島市立東小学校
- 三島市立西小学校
- 三島市立徳倉小学校
- 三島市立北上小学校
- 三島市立佐野小学校
- 三島市立沢地小学校
- 三島市立錦田小学校
- 三島市立坂小学校
- 三島市立向山小学校
- 三島市立山田小学校
- 三島市立中郷小学校
- 三島市立長伏小学校

### 研究所
- 大学共同利用機関法人 情報・システム研究機構 国立遺伝学研究所

## 交通

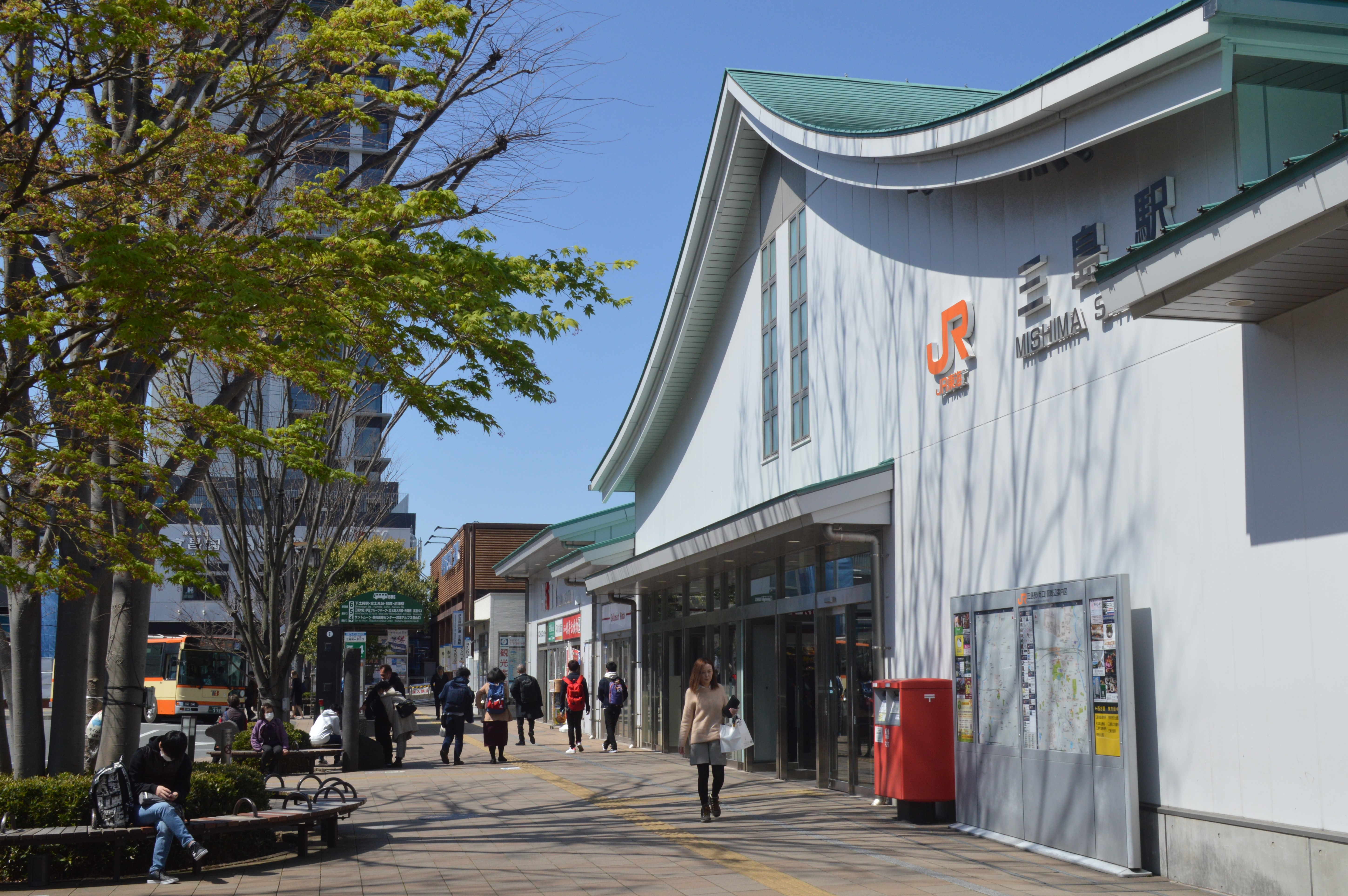
三島駅

### 空路

#### 空港
三島市内に空港はない。以下の2つが主に使用される。
- 静岡空港 - 静岡県内の牧之原市・島田市にある空港。三島市から自家用車で片道約1時間20分。
- 羽田空港

### 鉄道
中心となる駅：三島駅

#### 鉄道路線
東海旅客鉄道（JR東海）
- 東海道新幹線：- 三島駅 -
- 東海道本線：- 三島駅 -

伊豆箱根鉄道
- 駿豆線：三島駅 - 三島広小路駅 - 三島田町駅 - 三島二日町駅 - 大場駅

### バス
三島駅南口にバスターミナルがある。

#### 路線バス
- 伊豆箱根バス
- 富士急シティバス
- 東海バス
- 富士急モビリティ
- 三島市コミュニティバス
  - 100円バス「せせらぎ号」
  - 100円バス「なかざと号」
  - 自主運行バス「きたうえ号」
  - 自主運行バス「ふれあい号」
  - 自主運行バス「玉沢線」

#### 高速バス
| 愛称名               | 運行会社                               | 運行区間                                                            | 昼/夜行 |
| -------------------- | -------------------------------------- | ------------------------------------------------------------------- | ------- |
| 三島エクスプレス     | 東海自動車                             | バスタ新宿 - 三島市内（三島駅ほか）                                 | 昼行    |
| 三島羽田シャトル     | 東海自動車 伊豆箱根バス WILLER EXPRESS | 東京（新木場駅・羽田空港）・横浜市（YCAT） - 三島駅・三島大場       | 昼行    |
| 三島・河口湖ライナー | 富士急シティバス                       | 三島駅南口 - 富士山・山中湖・富士急ハイランド・河口湖駅             | 昼行    |
| 金太郎号             | 富士急湘南バス 近鉄バス                | 大阪市（なんばOCAT・大阪駅前）・京都市（京都駅八条口） - 三島駅北口 | 夜行    |
| WILLER EXPRESS       | WILLER EXPRESS                         | 大阪市（桜島駅前）・USJ・WBT大阪梅田 - 三島駅北口                   | 夜行    |

※新型コロナウイルス等の影響により長期運休中の路線は記載せず

### 道路

#### 高速道路
- 東名高速道路

最寄りのインターチェンジは沼津市にある、沼津IC。
- 新東名高速道路

最寄りのインターチェンジは駿東郡長泉町にある、長泉沼津IC。
- 伊豆縦貫自動車道（東駿河湾環状道路）

三島萩IC、三島加茂IC、三島塚原IC、三島玉沢IC、大場・函南IC

#### 有料道路
- 芦ノ湖スカイライン

#### 国道
- 国道1号
- 国道136号
- 国道136号（伊豆中央道）

#### 県道
- 静岡県道21号三島裾野線
- 静岡県道22号三島富士線
- 静岡県道51号三島停車場線
- 静岡県道138号御園伊豆仁田停車場線
- 静岡県道140号三島静浦港線
- 静岡県道141号清水函南停車場線
- 静岡県道142号三ツ谷谷田線
- 静岡県道143号三島田町停車場線
- 静岡県道145号沼津三島線

## 観光

### 名所・旧跡
主な城郭
- 山中城（国史跡）

主な寺院
- 伊豆国分寺
- 妙法華寺
- 龍沢寺

主な神社
- 浅間神社
- 劒刀石床別命神社
- 三嶋大社
- 耳石神社

街道
- 東海道 三島宿
- 千貫樋

### 観光スポット
- 佐野美術館
- 三島市立箱根の里 - キャンプ場。
- 箱根西麓・三島大吊橋（三島スカイウォーク）
- 楽寿園
- せせらぎ事業・水の郷構想
  - 白滝公園
  - 菰池公園
  - 蓮沼川
  - 源兵衛川・中郷温水池
  - 御殿川
  - 四ノ宮川
  - 桜川
  - 清住緑地[15]
- 湯郷三島温泉（温泉）
- 極楽湯 三島店
- 竹倉温泉 みなくち荘（温泉）

## 文化・名物
- 農兵節(民謡）
- 三島暦

### 祭事･催事
- 三嶋大社例祭（三島・夏祭り）（8月15日-17日）
  - 若宮神社例祭、菅奉納祭、宵宮祭（8月15日）
  - 手筒花火神事（8月16日）
  - 崇敬会大祭、流鏑馬神事、後鎮祭 （8月17日）

### 名産・特産

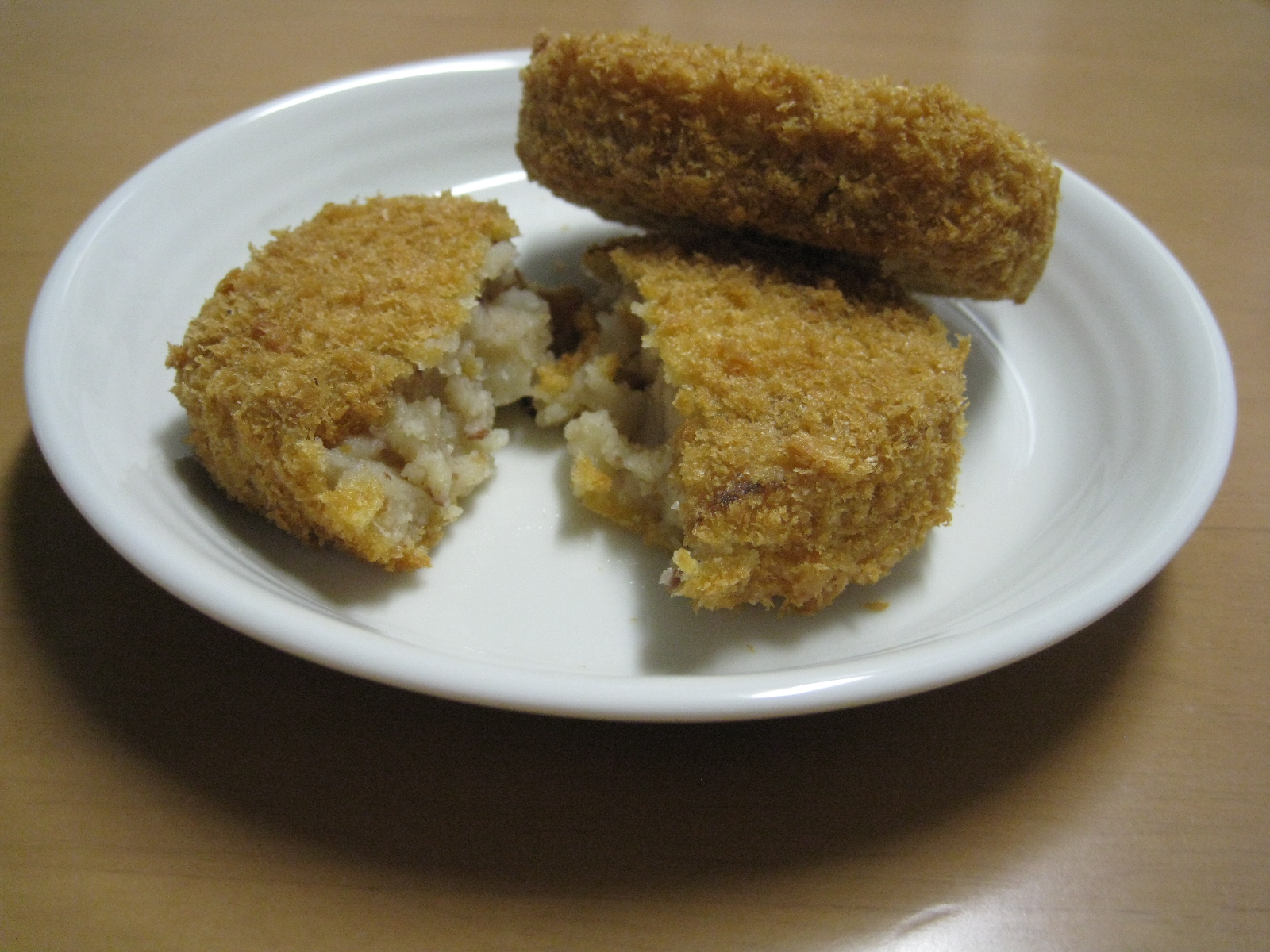
みしまコロッケ

- ウナギ - 三島は鰻の産地ではないが、多数の飲食店で鰻を扱う「うなぎのまち」[16]である。幕末までは鰻を神の使いと考え、食用にしなかった。
- みしまコロッケ[17] - 近年、特産品の三島馬鈴薯（メークイン）を使った新しい名物を作ろうという動きがあり、まちおこしの一環として商工会を中心としたグループによって作られる。材料が100%三島馬鈴薯であれば形や具材は各店の創意工夫に任せられており、現在、静岡県内外に150店ほどが認定店となっている。
- みしまコロッケパン - 三島市内の製パン会社グルッペ・石渡食品が上記のみしまコロッケを用いたコロッケパンを開発。第3回（2012年）日本全国ご当地パン祭りで1位となり人気商品となっている[18]。

### スポーツ

#### バレーボール
- 東レアローズ（V.LEAGUE DIVISION1）

## 出身著名人等

### 出身者
- 青木真一（作曲家）
- 青木秀加（タレント、書道家）
- 青嶋未来（将棋棋士）
- 綾鬼喜一郎（力士）
- EVIL（プロレスラー）
- 宇野朗（医学者） - 私立三島病院（社会保険三島病院）の創設者、東京大学名誉教授第1号。
- 大岡信（詩人、文化勲章受章者、三島市名誉市民）
- 大滝奈穂（フリーアナウンサー）
- 笠原亮（競艇選手）
- 加藤歩（名古屋テレビ放送アナウンサー）
- 亀山千広（フジテレビ代表取締役社長）
- 韓英恵（女優）
- 神崎京介（作家）
- 木村恵吾（映画監督、脚本家）
- キューピット（双子アイドル、エミ：泉山恵美子・ユミ：泉山由美子）
- 久保寺雄二（プロ野球選手）
- 窪野鎮治（大蔵・財務官僚）
- 熊坂良（アナウンサー〈静岡放送・秋田テレビ・鹿児島放送〉）
- 弦間彩華（テレビ静岡アナウンサー）[注釈 5]
- 国分二郎（俳優）
- 小坂流加（作家）
- 小澤怜史（プロ野球選手）
- 児玉九十（教育者、明星大学創立者）
- 後藤和昭（プロ野球選手）
- 斉藤彩（ダンサー）
- 磋牙司洋之（大相撲力士）
- 坂本由紀子（参議院議員〈1期〉、労働官僚）
- 坂元龍斗（関西テレビアナウンサー）
- 佐野篤希(プロボクサー)
- 佐野隆一（実業家、三島市名誉市民）
- しろがねしょぉむ（声優）
- ジョー・アルコール（ロックミュージシャン）
- 鈴木一真（俳優）
- 高尾颯斗 (EBiDAN、さとり少年団、ONE N' ONLYのメンバー)
- 田上穣治（憲法学者、一橋大学名誉教授）
- 田尻あやめ（ニコ☆プチ専属モデル）
- 高田直美（ミュージカル俳優）
- 髙橋朋己（プロ野球選手）
- 高原直泰（サッカー選手）
- 滝裕太（サッカー選手）
- 辻林美穂（シンガーソングライター）
- 角ヶ谷典幸（会計学者、名古屋大学教授）
- 坪内為雄（機械工学者、東北大学名誉教授）
- 坪内瞳（女子プロ野球選手）
- DJ UTO（ミュージシャン）
- 栃幸大英樹（大相撲力士）
- 栃飛龍幸也（大相撲力士）
- 轟二郎（コメディアン、タレント）
- 中山譲（ミュージシャン、YouTuber）
- 長山藍子（女優）
- 西岡昭夫（公害反対運動家）
- 沼上幹（経営学者、一橋大学副学長）
- 宮川美保（声優、ナレーター）
- 森中聖雄（プロ野球選手）
- 山口健（作家）
- 山口利夫（柔道家、プロレスラー）
- 渡辺和洋（フジテレビアナウンサー）
- 渡辺邦男（映画監督）
- 渡邊国佳[19]（警察官僚）

### ゆかりの人物
- 三島由紀夫（作家）- ペンネームはこの地に由来する。
- 軽部慈恩（考古学者）-山形県出身だが、晩年に三島市で活動した[20]。

## 三島市を舞台とした作品
- 老ハイデルベルヒ - 太宰治、1940年
- ごめんね青春! - TBS系列（静岡県は静岡放送）で2014年10月期に放送された宮藤官九郎脚本のテレビドラマ。
- 余命10年（2022年3月4日公開、ワーナー・ブラザース映画）- 三島大通り商店街、 源兵衛川などで撮影された。高林茉莉の出身中学（映画では「三島市立菖蒲西中学校」）の同窓会が居酒屋「GOTEN 三島広小路店」（映画では「潤葉・URUHA」）で撮影された。